# ラングレオ
ラングレオ（カスティーリャ語:Langreo）は、スペイン・アストゥリアス州のコンセユ（基礎自治体）。アストゥリアス語ではラングレウ(Llangréu)であり、カスティーリャ語名が公式名。サマ、チアーニョ、トゥイリャ、ラ・ファルゲラ、ラ・ベンタ、ラダ、バロス、リアーニョの8つの教区で構成されている。

## 歴史
ラングレオにはかつてアストゥリアス王国の宮廷が置かれ、Lagniam、Langueyo、Lagneo、Lancritus、Lagueyo、Langredoの名で知られ、ローマ人にはLangiciatiと呼ばれていた。一部の歴史家によれば、イスラム支配時代のヒスパニア総督ムヌサの艦隊がアストゥリアスで敗退し、死者はラングレオの教区ラ・フェルゲラに埋葬されたという。857年、オルドーニョ1世はオビエド大聖堂にラングレオ周辺を寄進した。
1075年にアルフォンソ6世はラングレオ谷の残りの地域を寄進し、現在のコンセホのほぼ全体がオビエド司教座の所有となった。しかしラングレオの貴族たちはオビエド支配に納得せず、王に対して反乱を起こした。現在のラングレオの紋章にある10の鉄兜は、反乱を起こした貴族を表すものである。
1338年に町特権を得たラングレオは、1581年にオビエド支配から脱した。スペイン独立戦争の際にはナポレオン軍に占領され、カルリスタ戦争では町に火が放たれ荒廃し、歴史文書が失われた。
18世紀にアストゥリアス炭田の原点となる炭鉱業が始まった。既に19世紀には、現在のドゥロ・フェルゲラ（化学工業・機械工業の国際企業）とともに産業時代が始まっていた。ドゥロ・フェルゲラが運営するフェルゲラ工場は国内有数の製鉄工場であった。
ラングレオ鉄道が完成し、ラングレオ谷からヒホンへ石炭の輸送が可能となった。スペイン第二共和政期、ラングレオは緊張した。失業と労働者階級の悲惨な暮らしから社会不安が広まったのである。ラングレオのプロレタリアートは繰り返し共和国政府に行動を起こした。1934年革命でラングレオは有名となり、スペイン内戦後は非常に経済発展し人口が増加した。1965年の人口は約7万人を数えた。

## 出身者
- ダビド・ビジャ : サッカー選手。
- マヌエル・メフト・ゴンサレス : サッカー審判員。

## ギャラリー

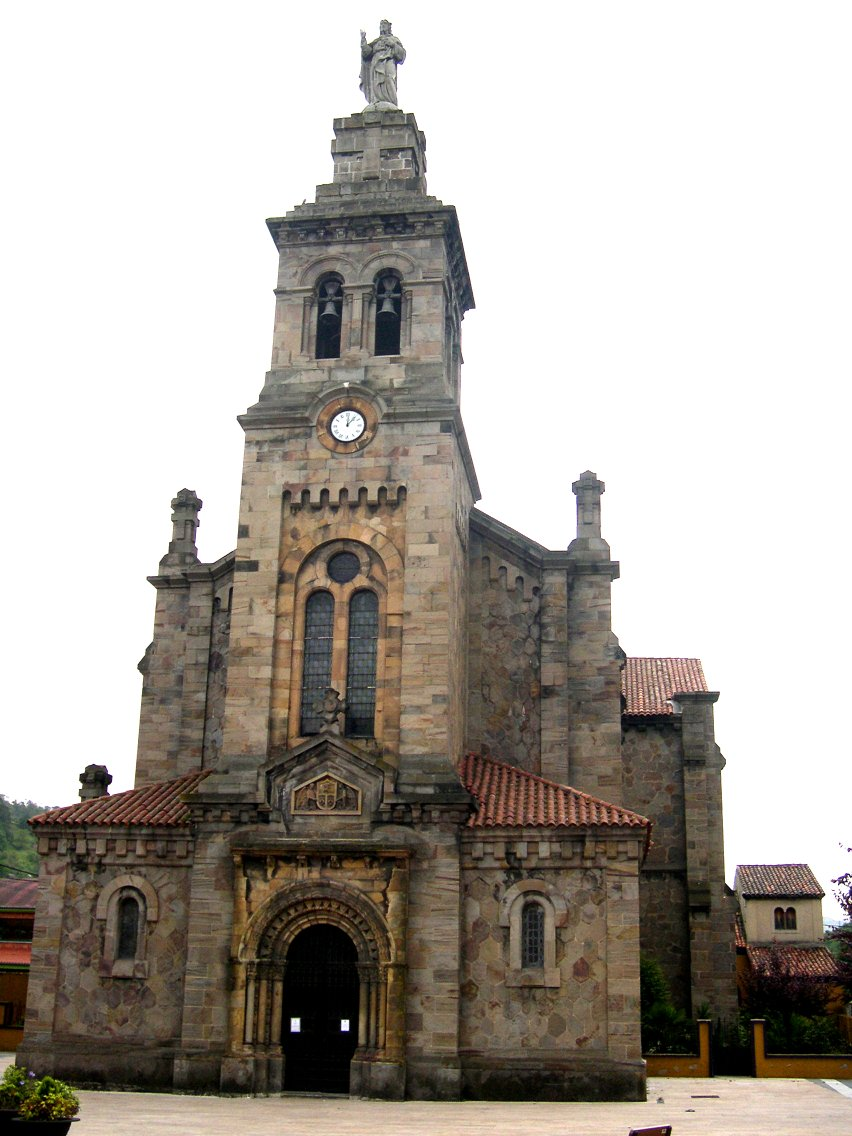
サン・エステバン・デ・シアニョ教会
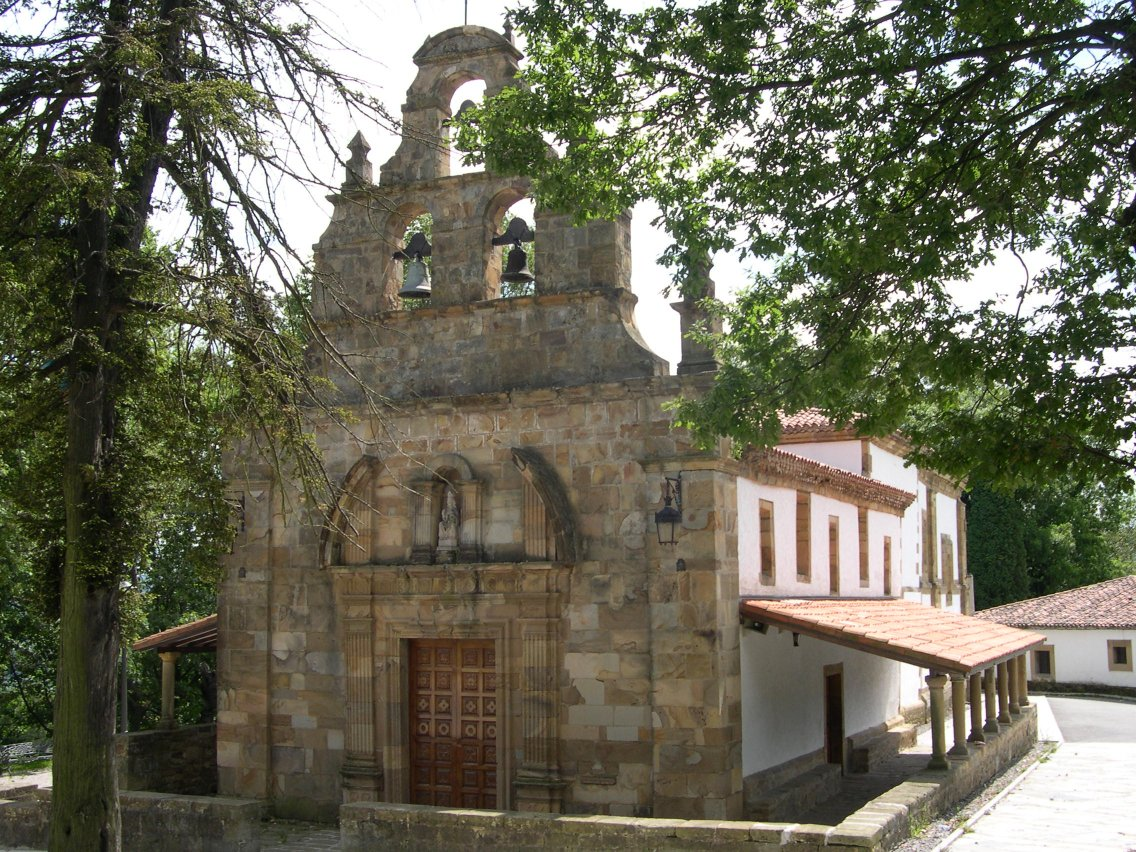
歴史遺産に指定されているカルバユ礼拝堂